# 阿焦库塔
阿焦库塔是尼日利亚科吉州的一个地方政府区与城镇，位于尼日尔河的左岸。阿焦库塔地方政府区的总部位于阿焦库塔南部的Egayin镇。阿焦库塔面积为1,362平方千米，2006年人口普查结果为122,321人。截至2008年，阿焦库塔城镇的人口估计为16,039 人。阿焦库塔的邮政编码是263。 

## 工业
阿焦库塔镇是价值数十亿美元的阿焦库塔钢厂的所在地，钢厂也是尼日利亚最大的钢铁厂。根据苏联与尼日利亚的合作协议，钢厂于1979年开始建设，到1994年，钢厂建筑群的完工率达到98%。钢铁厂被称为“尼日利亚工业化的基石”。截至2017年12月，该钢厂还没有生产出一张钢板。小钢厂终于在2018年投入运营，开展小规模的钢筋生产加工，但包括大型设备和内部铁路在内，工厂四分之三的设施已被放弃。2019年10月，尼日利亚矿业和钢铁发展部长Olamilekan Adegbite在接受采访时说，俄罗斯可能会帮助修复阿焦库塔钢厂，先期谈判已经完成。

## 交通运输
阿焦库塔通过河流与尼日利亚其他城市相连，曾长时间脱离尼日利亚铁路网。涉及尼日利亚第一条标准轨距铁路的建设合同于1987年订立，铁路连接了伊塔佩的铁矿、阿焦库塔的钢厂和大西洋港口瓦里。中线铁路截至2017年8月仍未完工，从伊塔佩到阿焦库塔的部分遭到破坏。尼日利亚政府计划于2018年6月修复该铁路并投入运营。2009年，中线铁路的建设重启，原定于2013年3月交付，但在2015年尼日利亚政坛更迭后，该项目又一次搁置。2017年，穆罕默杜·布哈里的新一届政府把项目重新授予Julius Berger、中国土木工程集团有限公司和中兴通讯三个公司。中线铁路修复项目于2017年12月18日签订合同。2020年6月，尼日利亚中线铁路修复项目顺利通过竣工验收。2020年9月29日，尼日利亚中线铁路通车。
阿焦库塔也是阿焦库塔-卡杜纳-卡诺天然气管道的起点。管道将天然气从尼日利亚南部输送到尼日利亚中部，长达614公里，起点是阿焦库塔终端加气站，经过尼日尔州、联邦首都地区和卡杜纳州，终点是卡诺的一个加气站。